# バイシャ＝シアード駅
バイシャ＝シアード駅（ポルトガル語: Estação Baixa-Chiado）はポルトガルのリスボンサンタ・マリア・マイオル地区にある、リスボンメトロ（リスボン地下鉄）の地下鉄駅。青線と緑線が乗り入れる乗換駅である。

## 沿革
1997年に、青線のレスタウラドーレスと緑線のロシオ駅の間の直通路線を切り離す工事に伴い設けられた駅で、青線の駅舎は1998年8月8日に開業し、緑線の駅舎は1998年4月25日に開業した。
2011年9月9日、ポルトガルテレコム (現アルティス・ポルトガル)とスポンサー契約を締結し駅名をバイシャ＝シアードPTブルー駅（Baixa-Chiado PT Blue Station）に改名され、2015年に契約が解除されるまでこの駅名の使用を続けていた。

## 駅構造

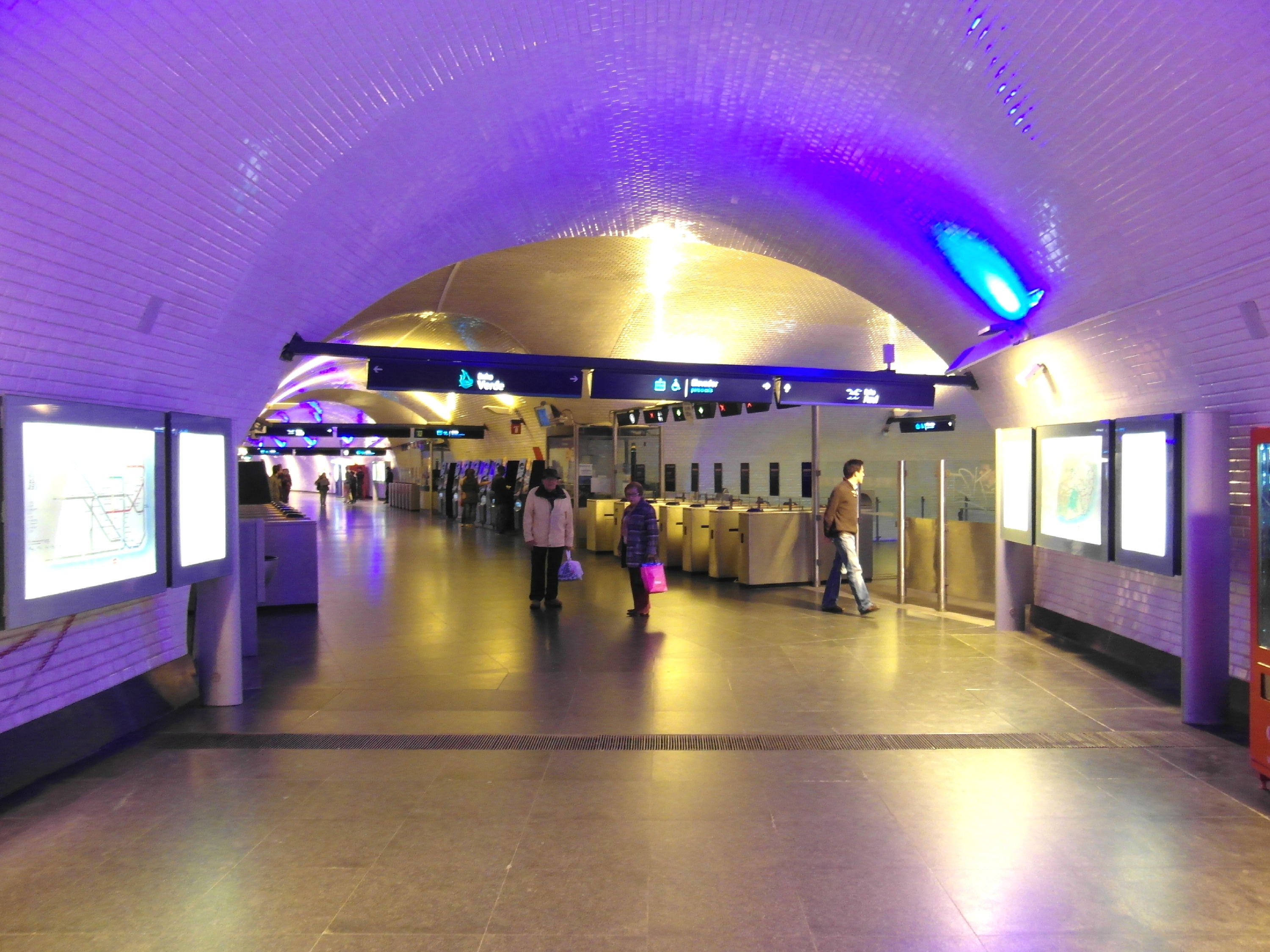
コンコース階・改札口

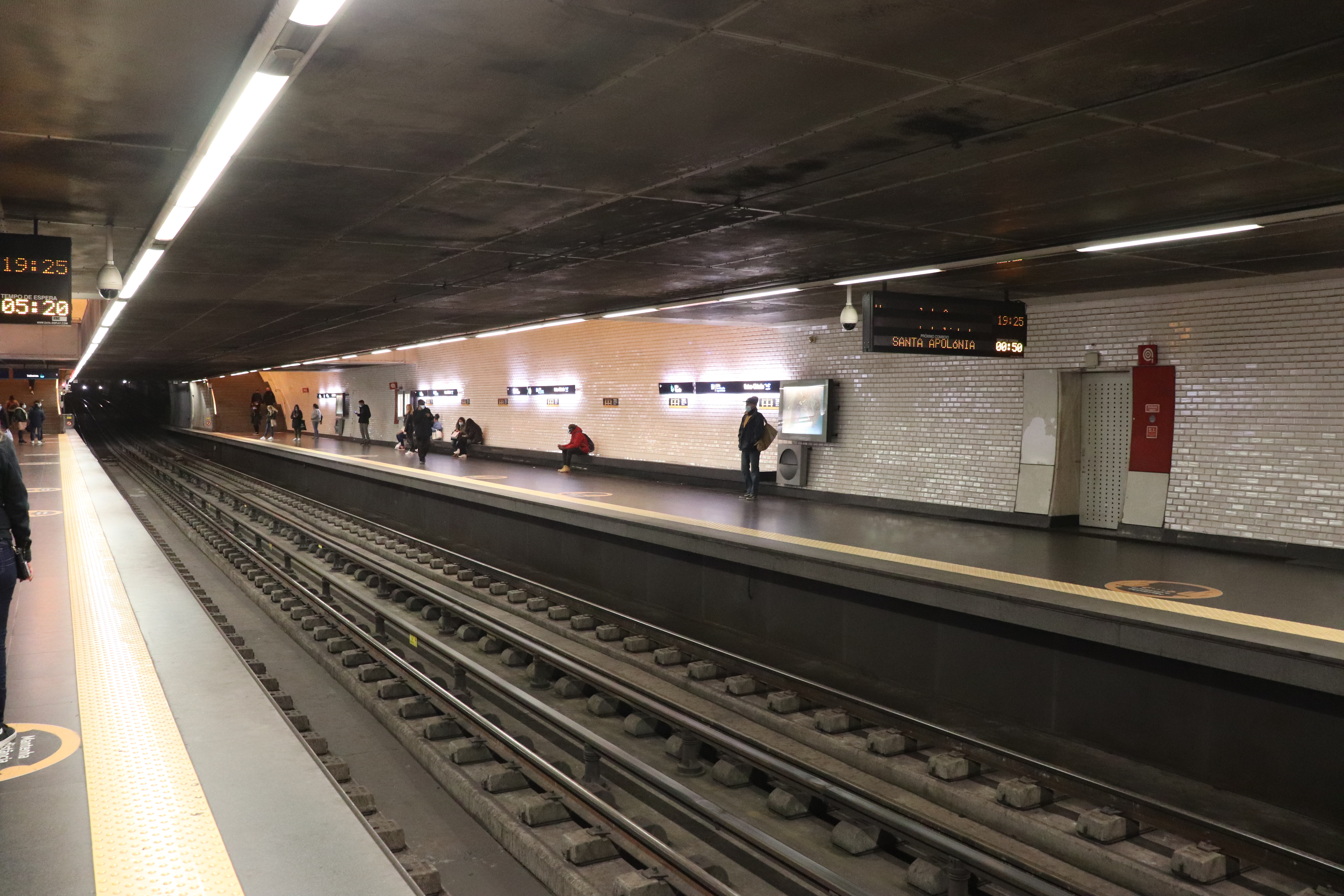
青線ホーム

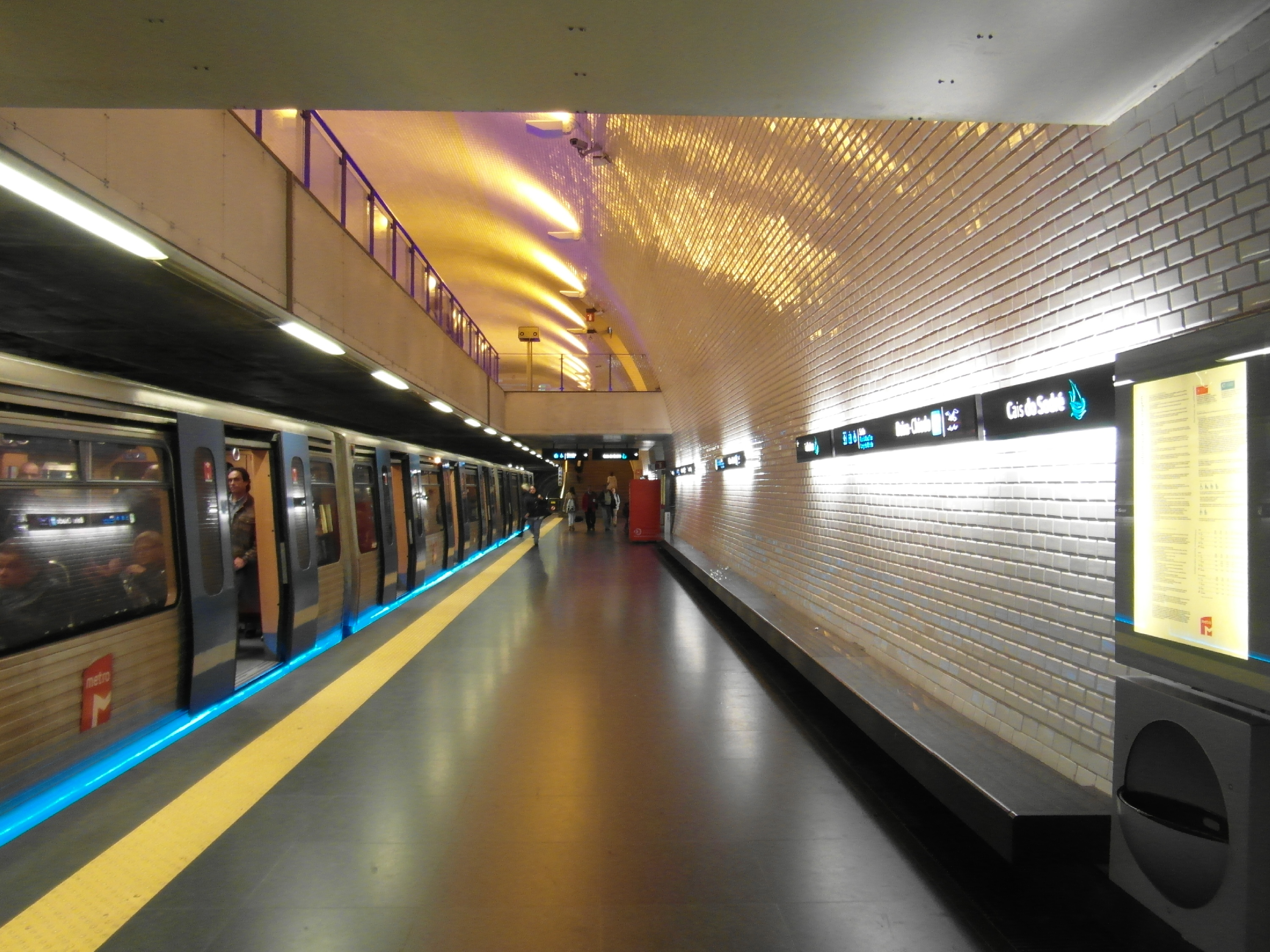
緑線ホーム

相対式ホームの間に島式ホーム1面がある、3面4線を有する地下駅である。島式ホームはホームの一部分以外は壁で隔てられており、相対式ホーム2面2線が2つ並んでいるようにも見える。2線ずつ青線と緑線が使用しており、青線レボレイラ方面と緑線カイス・ド・ソドレ方面は島式ホームに面するため対面乗り換えが可能である。
駅構内は高台のシアード地区、ガレット通りと国立美術アカデミー前の広場の間付近、地下45mに造られている。これは、リスボンメトロの駅の中で最も地中深くに造られた駅である。

## 駅周辺
低地のバイシャ・ポンバリーナ地区と高台のシアード地区の境界付近に位置しており、駅の直上に両地区の高低差を埋めるサンタ・ジュスタのリフトがあることでも有名である。
- シアード倉庫（ポルトガル語版）
- ガレット通り（ポルトガル語版）
- 国立美術アカデミー（ポルトガル語版）
- アウグスタ（ポルトガル語版）
- サンタ・ジュスタのリフト
- カルモ修道院
- サン・カルルシュ国立劇場
- トリニティ劇場（英語版、ポルトガル語版）
- サン・ルイス劇場（英語版、ポルトガル語版）

## 隣の駅
リスボンメトロ
 青線
レスタウラドーレス駅 - バイシャ＝シアード駅 - テレイロ・ド・パソ駅
 緑線
ロシオ駅 - バイシャ＝シアード駅 - カイス・ド・ソドレ駅